# Kate Phillips
Kate Phillips (Inglaterra, 21 de mayo de 1989) es una actriz británica, reconocida por sus roles en las series Peaky Blinders, Wolf Hall y The Alienist.

## Carrera
Tras estudiar tres años en la Universidad de Leeds, Philips inició estudios de artes dramáticas en Londres. Tras graduarse regresó a Leeds para interpretar a Abigail Williams en la obra The Crucible. Por la misma época grabó algunas escenas para la serie de televisión Wolf Hall en la que encarnó a Jane Seymour. Más adelante realizó apariciones de reparto en las series War & Peace, Peaky Blinders, The Crown y The Alienist.

## Filmografía

### Cine
| Año  | Título        | Rol | Notas        |
| ---- | ------------- | --- | ------------ |
| 2019 | Downton Abbey |     | En filmación |

### Televisión
| Año       | Título                        | Rol              | Notas                                                           |
| --------- | ----------------------------- | ---------------- | --------------------------------------------------------------- |
| 2015      | Wolf Hall                     | Jane Seymour     | 5 episodios                                                     |
| 2016      | War & Peace                   | Lise Bolkonskaya | Episodios 1–2, 6                                                |
| 2016–2022 | Peaky Blinders                | Linda Shelby     | Papel recurrente                                                |
| 2016      | The Crown                     | Venetia Scott    | Episodios: "Wolverton Splash", "Hyde Park Corner", "Act of God" |
| 2016      | My Mother and Other Strangers | Tillie Zeigler   | 3 episodios                                                     |
| 2018      | The Alienist                  | Laura Boone      | Episodio: "Silver Smile"                                        |